# Ramón Echagüe y Méndez Vigo
Ramón Echagüe y Méndez Vigo   (Madrid, 15 de novembre de 1852 - Madrid, 25 de novembre de 1917) va ser un militar i polític espanyol, director general de la Guàrdia Civil i ministre de la Guerra.

## Biografia
Nascut el 15 de novembre de 1852, era fill del general Rafael Echagüe y Bermingham. Va ingressar a l'exèrcit en 1866 i va combatre en les accions del Nord de la Tercera Guerra Carlina i en la campanya de 1896 en Cuba, on va resultar ferit en les llomes del Rosario. En 1887 va succeir al seu pare com a comte del Serrallo i Gran d'Espanya. Ascendit a general de divisió, va ser Capità general de València entre 1911 i 1913. Va ser Director General de la Guàrdia Civil entre el 3 de març de 1913 i el 30 d'octubre de 1913 i ministre de la Guerra entre octubre de 1913 i desembre de 1915. També va ser Senador vitalici i Gentilhome Gran d'Espanya amb exercici i servitud.
Va morir a la seva ciutat natal el 25 de novembre de 1917.